# Mariia Pomazan
Mariia Pomazan (née le 15 octobre 1988) est une athlète paralympique ukrainienne. Elle participe à des épreuves de lancer dans la classification F35 pour les athlètes atteints de paralysie cérébrale. À partir d'avril 2014, elle détient les records du monde F35 féminin pour le lancer du poids et de disque,.

## Biographie
Pomazan a commencé l'athlétisme à 19 ans et a fait ses débuts internationaux en 2010. Lors des Championnats du monde d'athlétisme du CIP 2011 à Christchurch, elle a remporté deux médailles d'or avec des lancers record du monde en F35 au lancer du poids et au lancer du disque. Elle a battu ces deux records du monde aux Jeux paralympiques d'été de 2012 à Londres.
À Londres, une erreur de calcul du système de points Raza dans l'événement de disque combiné F35/F36 a provoqué une grande confusion et des protestations. Pomazan a d'abord remporté la médaille d'or sur le record du monde en battant le record du F36 de l'athlète Wu Qing, puis a été reléguée à l'argent. Un fonctionnaire a décrit la situation comme une " honte ". Une deuxième cérémonie de remise des médailles a été organisée, à laquelle Pomazan a refusé d'assister. Plusieurs jours plus tard, elle a dû rendre la médaille d'or au lancer de disque. Pomazan a remporté l'or au lancer du poids féminin - F35/36,,,.
En 2013, aux championnats du monde d'athlétisme IPC à Lyon, Pomazan remporté l'épreuve du lancer du poids et du disque F-35/36, battant ainsi son propre record du monde F35 dans les deux épreuves.